# Cimiteri. Storie di rimpianti e di follie
Cimiteri. Storie di rimpianti e di follie è un saggio narrativo dello scrittore, storico e critico d'arte genovese Giuseppe Marcenaro, pubblicato nel 2008 da Bruno Mondadori editore.

## Contenuto

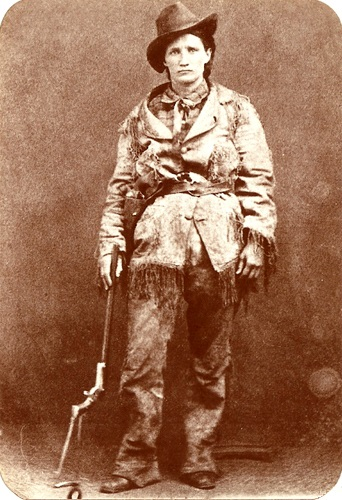
Calamity Jane (1880 circa)

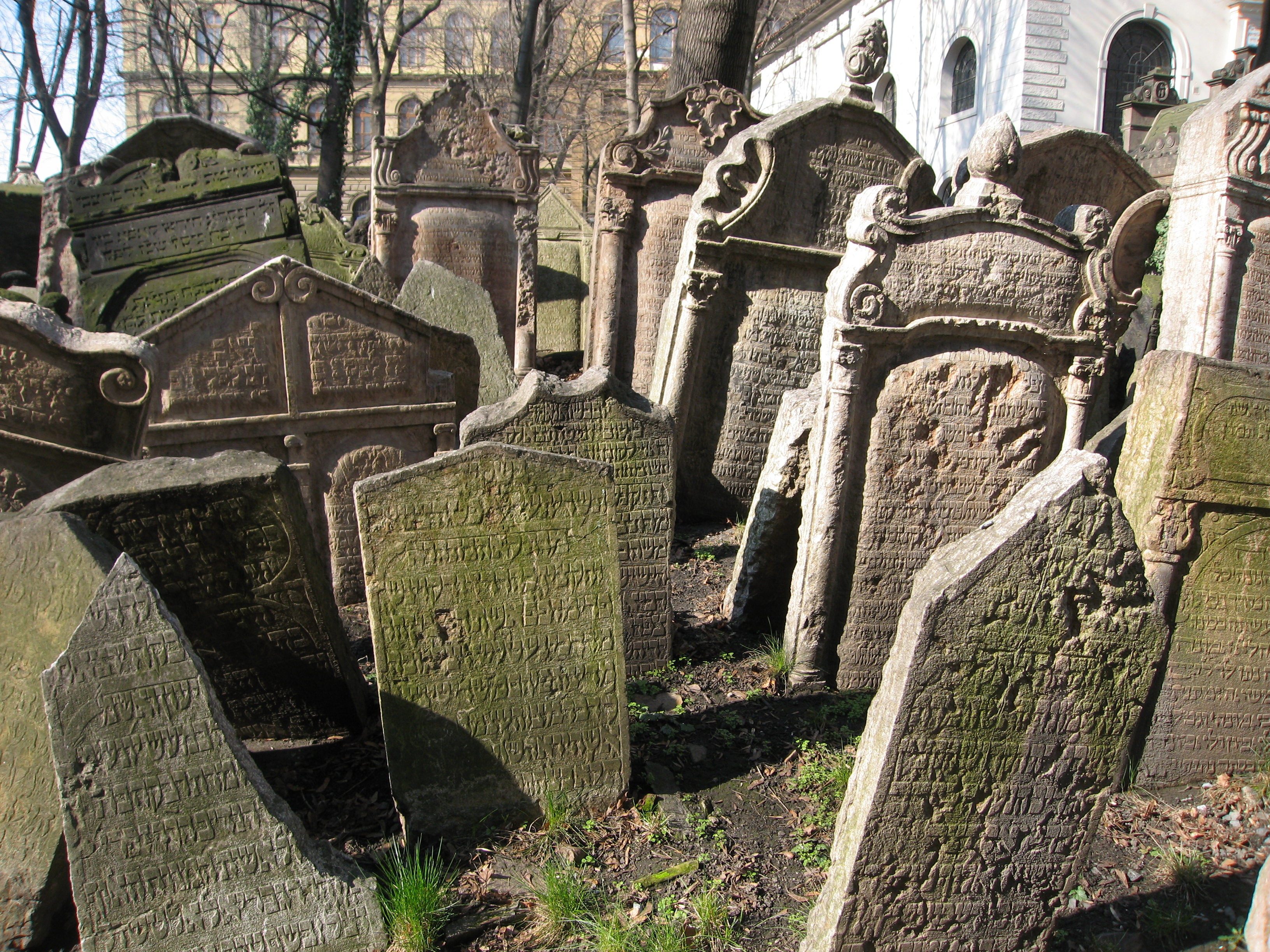
Il vecchio cimitero ebraico di Praga Beth-Hachajim a cui è dedicato un capitolo

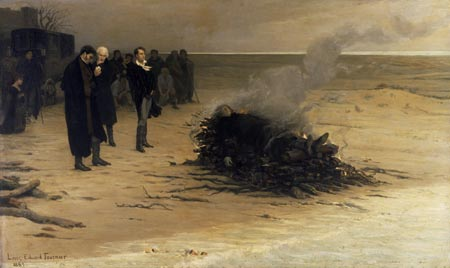
Edouard Fournier I funerali di Shelley

Nel testo, in accordo con le note editoriali di presentazione dell'opera, il cimitero è visto tanto come spazio fisico quanto mentale, un luogo delle angosce suscitate dal rimpianto per chi non è più. È anche visto come "controtipo lucido e inconscio della più aulica follia umana: quella di sopravvivere illusoriamente a se stessi in una cattedrale dell'assurdo".
In questa luce - sottolinea l'autore - è comprensibile come nei cimiteri tutto si svolga sotto mentite spoglie, in un àmbito nel quale "soltanto i viventi conferiscono senso al luogo più inverosimile mai inventato dall'uomo". Sotto forma di culto dei morti - è l'assunto base - i non ancora estinti simboleggiano nel fasto monumentale dei cenotafi una sorta di esorcismo rispetto al terrore della morte corporale.

## Moderna "Spoon River"
Articolato nella possibile visione prospettica - letteraria e sociologica - di una moderna Antologia di Spoon River, il saggio raccoglie in galleria svariate figure di personaggi noti (riferibili precipuamente al XIX secolo) inseriti nel rispettivo contesto storico di riferimento e fisicamente collocati nel sito funebre attorno al quale si raccoglie la loro memoria.
Fra le diverse personalità citate nel libro figurano, fra le altre, quelle di Mary Shelley e del marito Percy Bysshe Shelley; Giuseppe Garibaldi e Giovanni Martini, poi John Martin, originario di Sala Consilina (provincia di Salerno) garibaldino nella battaglia di Mentana, unico superstite della battaglia di Little Big Horn; Napoleone Bonaparte, il cui cadavere passò sotto i ferri del cerusico còrso Francesco Antommarchi, medico del generale a Sant'Elena.
Altre pagine sono poi dedicate a fatti e personaggi curiosi, come la vicenda del trasporto clandestino delle ceneri materne attuato dalla figlia del poeta Vladimir Majakovskij sulla tomba del padre a Mosca, la morte di Sofia Carlotta di Baviera, carbonizzata nel 1897 nell'incendio del Bazar de la Charité a Parigi durante una delle prime proiezioni del nascente cinematografo, la curiosa doppia sepoltura del compositore Gioachino Rossini, spesso indicato come seppellito sia al cimitero di Père-Lachaise di Parigi sia nella Basilica di Santa Croce a Firenze (che ne accoglie effettivamente le spoglie), l'originale omaggio annuale - composto da tre rose rosse e mezza bottiglia di cognac - cui viene fatta segno l'ultima dimora di Edgar Allan Poe, a Baltimora.
Un capitolo a parte è dedicato a Calamity Jane (al secolo Martha Jane Canary-Burke), figura femminile carica di evocazioni avventurose dell'era del Far West, sepolta in una rudimentale tomba costituita da un acciottolato nel cimitero di Mount Moriah a Deadwood, accanto all'uomo che lei sostenne fino all'ultimo essere suo marito: James Butler Hickok, più conosciuto come Wild Bill Hickok.

## Edizioni
- Giuseppe Marcenaro, Cimiteri. Storie di rimpianti e follie, Bruno Mondadori editore, 2008,  p. 240, ISBN 978-88-424-9847-6.